# フィギュアスケートの歴史

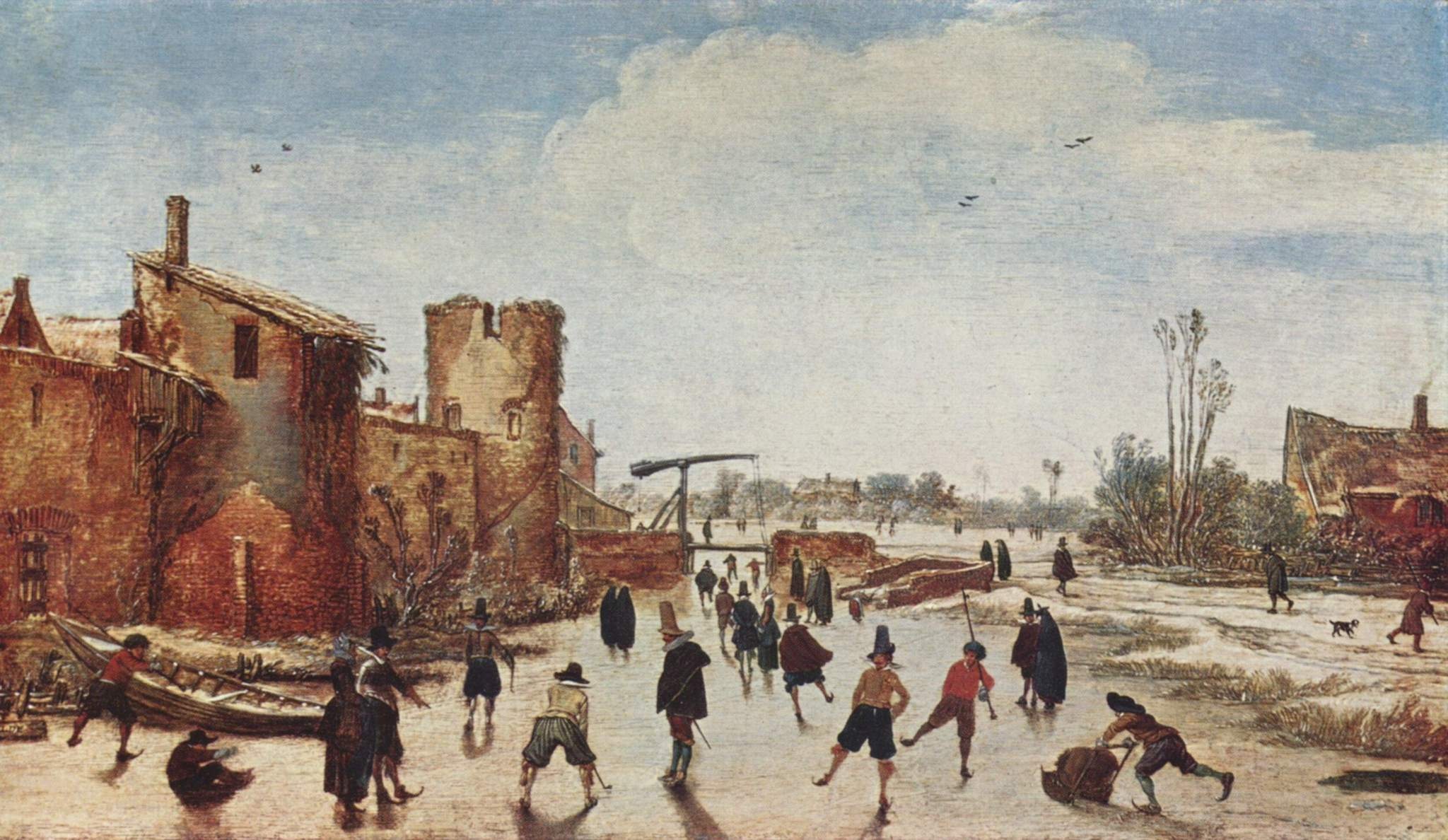
ヴェルデ（1590-1630）作

フィギュアスケートの歴史（フィギュアスケートのれきし）は、スケート競技のひとつであるフィギュアスケートの起源から発生、現在に至るまでの経過。ただし、起源に関しては諸説あるため、現在最も有力とされている説を中心に話を進める。

## 起源

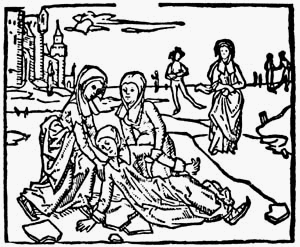
リドヴィナの転倒を描いた木版画（1498年）

スケートの起源は旧石器時代にまで遡る、とされる。スイスやイギリス、スカンディナヴィア半島などヨーロッパの広い地域でマンモス、シカ、ウシなどの骨を加工した獣骨スケートが見つかっている。このころのスケートはスキーやソリなどと同様に、物資を運ぶ手段として用いられたと考えられている。
時代が下り中世以降は、オランダのフリースラント州やイギリスのケンブリッジシャー州付近などの沼沢地帯でスケートは発展していった。オランダでは、12世紀ごろから運河の建設が行われていたこともあり、17世紀には既に都市と都市とを網の目のように結ぶほど運河が発達した。この運河が結氷するとアイスリンク代わりとなり、スケートはあらゆる階層の人々の娯楽として発展していった。しかし、娯楽としてのスケートの発展とともに農民階級と貴族階級とではスケートに対する考え方の違いが生まれていく。目的地に向かってできるだけ早く到着することを重視した農民階級に対し、貴族階級では優雅さや芸術性を重んじた。やがて貴族階級の人々は、両腕を組み背筋を伸ばして滑走する独特の滑走術を生み出し、このオランダ貴族の滑走術はヨーロッパ各地の貴族階級に広がっていった。ここにスピードスケートとフィギュアスケートの分岐を見ることが出来る。

## 発展

### ヨーロッパ
このオランダ貴族の滑走術をイギリスに伝えたのは、1660年の王政復古とともにイギリス本国へ戻ったスチュアート家とされる。オランダ貴族の滑走術は「ダッチロール」と呼ばれ、シルクハットとモーニングの衣装とともにイギリスのエディンバラを中心に流行し、1742年にエディンバラに世界初のスケートクラブであるエディンバラ・スケートクラブが創立された。エディンバラのクラブでは、優雅な姿勢に重点を置いたダッチロールから、トレースによって曲線を描く技術に重点を置くようになっていった。1772年には、イギリスの砲兵隊副官ロバート・ジョーンズによって世界初のフィギュアスケート指導書である「スケーティング論（A Treatise on Skating）」が出版され、アウトやインのエッジでサークルやハート型を描く技術を説明した。
同じころ、ドイツではグーツ・ムーツが1773年に「青少年の体育（Gymnastik fur die Jugend）」を著し、フィギュアスケートをスポーツとして位置づけ、1795年にはフィートが「体育百科事典」でさまざまな図形を紹介した。また、フランスでも1813年にガルシンがフィギュアスケートに関する著書を発表するなど、ヨーロッパ各地で滑走方法や図形の研究が盛んになっていった。
19世紀になると、イギリスでは優雅な芸術性よりも難度の高いターンや図形の創作にますます関心が高まっていき、やがてコンパルソリーフィギュアの原型へと発展していくこととなる。

### 北米

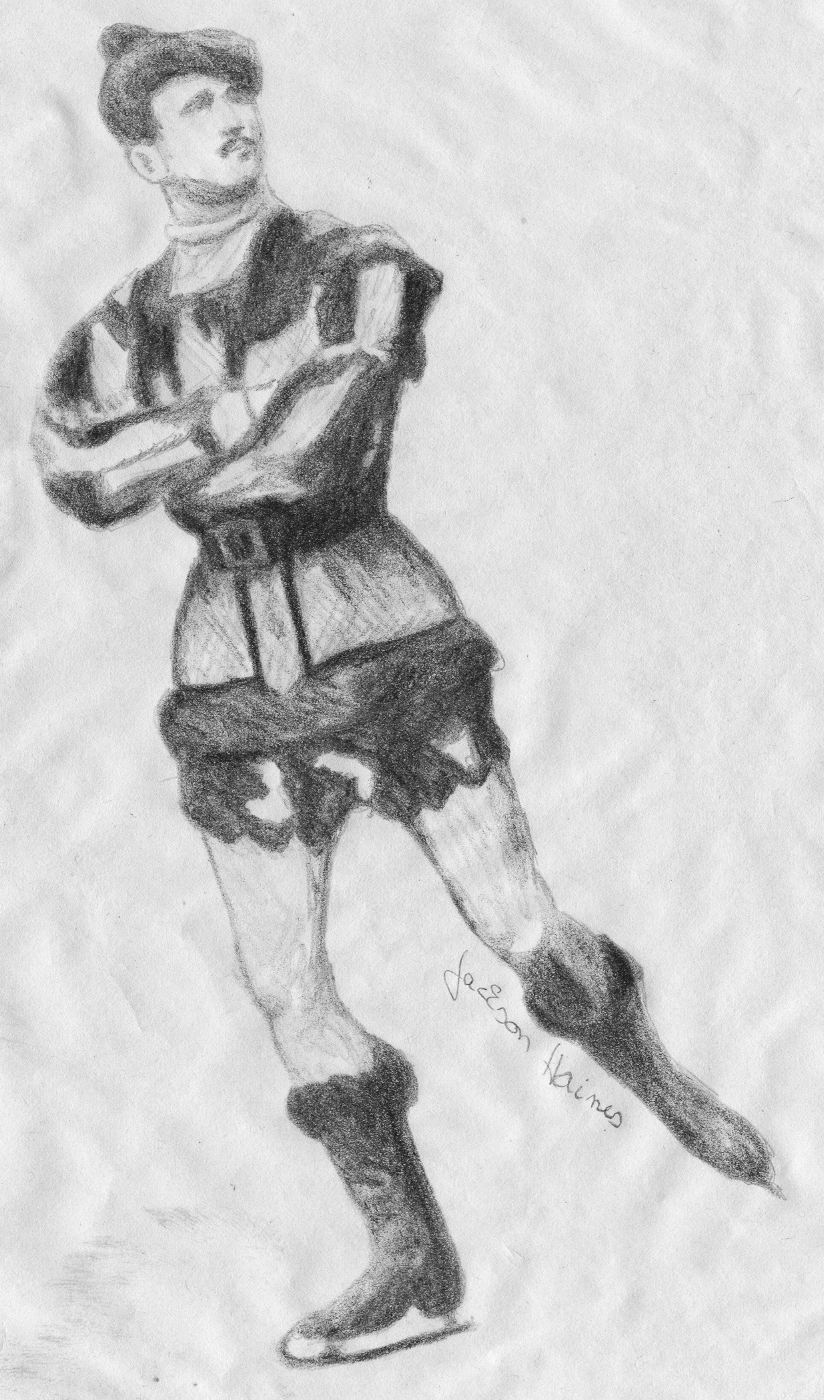
ジャクソン・ヘインズ

一方アメリカでは、ヨーロッパの移民などからスケートが伝わり、独自に発展していった。19世紀中ごろには、バレエ教師のジャクソン・ヘインズがスケートにバレエのポーズやダンスのステップを取り入れ、音楽に合わせて滑走を行い好評を博した。ヘインズは1868年と1871年にヨーロッパを訪れ、ウィーンやブダペスト、ベルリンなどでエキシビションを行い、特にウィーンではシュトラウスやモーツァルトの音楽に合わせ、ワルツやマーチのステップで滑走し、大成功を収めた。ウィーンでの成功により指導を請われたヘインズは、音楽とステップを融合したスタイルをコンチネンタルスタイルと称しウィーンにスケート学校を設立したが、ヘインズは1875年にフィンランドで生涯を終えた。ヘインズの指導を受けた人々は、その後もコンチネンタルスタイルを発展させやがてインターナショナルスタイルと称されるようになり、フリースケーティングの原型へと発展していく。なお、シットスピンを開発したのはヘインズであり、シットスピンは別名ジャクソン・ヘインズスピンとも呼ばれる。

### 日本
東京でスケートが実演されたのは、1872年2月、増上寺裏手の弁天池が最初らしく、虎ノ門の大和屋敷（現ホテルオークラの場所）に住む工部省測量司雇い外国人技師たちがこでスケートを楽しみ、大勢の日本人の目をさらったとある。北海道では、1877年（明治10年）、札幌農学校のアメリカ人教師ウィリアム・ブルックスがスケート用具を日本に持ち込んだが、これらはまだ外国人の娯楽にすぎなかった。
1897年（明治30年）頃、米国人のデブィソンが仙台城の堀である五色沼で子供達にフィギュアスケートを教えた。これを日本のフィギュアスケート発祥とする説もある。1909年（明治42年）頃には、（旧制）第二高等学校の生徒が、ドイツ語教師ウィルヘルにフィギュアスケートの基本を習い、彼らの後輩を含めて各地で普及に努め、日本スケート界の功労者といわれた。
1914年（大正3年）に河久保子朗がアメリカ人のジョージ・ブラウンの著書（A handbook of Figure Skating）を翻訳出版し、2年後の1916年（大正5年）にはさらに内容を充実させた「氷滑」を出版したことでフィギュアスケートが広く知れ渡るようになり、愛好家が急増した。1920年（大正9年）、河久保は仙台・東京・諏訪・関西の有志とともに、日本初のスケート統括団体である「日本スケート会」を設立した。1922年（大正11年）には秋宮スケートリンク(長野県下諏訪町)で第1回全日本競技会を開催し、1925年には国際スケート連盟に加盟した。
河久保の日本スケート会とは別に学生によるスケートも活発となり、各学校にスケートクラブが作られるようになった。1924年（大正13年）には東京帝国大学や慶應義塾大学などを中心とした7校によって全国学生氷上競技連盟が設立され、翌1925年（大正14年）には長野県松本市で第1回選手権大会が開催された。この大会は今日も日本学生氷上競技選手権大会として続いている。
1927年（昭和2年）、全国学生氷上競技連盟のOBが中心となって大日本氷上競技連盟が設立された。これに対し1928年（昭和3年）には日本スケート会が中心となり大日本スケート連盟が設立された。この両連盟が一体となり、1929年（昭和4年）に大日本スケート競技連盟（現日本スケート連盟）が創立され、翌1930年（昭和5年）に現在まで続く第1回全日本フィギュアスケート選手権が開催された。

## 競技化

### ヨーロッパフィギュアスケート選手権
ヨーロッパ全域で盛んになったフィギュアスケートは、各地にスケートクラブが設立されやがて競技会が開催されるようになった。1882年にウィーンでウィーンスケートクラブ主催の国際フィギュアスケート競技会が開催された。この競技会での種目は、23課題のコンパルソリーフィギュアと1課題のスペシャルフィギュア、4分間のフリースケーティングで行われた。
1888年、ドイツとオーストリアがドイツ・オーストリアアイススケーティング連盟を結成し、フィギュアスケートとスピードスケートのヨーロッパ選手権の開催を決定、1891年にドイツのハンブルクで第1回ヨーロッパフィギュアスケート選手権が開催された。ただし、参加者はドイツとオーストリア両国の選手7名だけであり、実施競技は男子シングルのコンパルソリーフィギュアのみで競われた。翌年には、第2回ヨーロッパフィギュアスケート選手権がオーストリアのウィーンで開催され、この大会ではコンパルソリーフィギュアとフリースケーティングが実施されドイツ、オーストリア、ハンガリーの選手が参加したが、やはり男子シングルのみであった。

### 世界フィギュアスケート選手権
1892年、国際スケート連盟が設立され、このときにコンパルソリーフィギュアとフリースケーティングによって行われるフィギュアスケートの競技規定が正式に確立した。また、正式名称もイギリスの主張によって「フィギュアスケーティング（Figure Skating）」と決まった。発足したばかりの国際スケート連盟だったが、1895年の国際スケート連盟総会においてヨーロッパフィギュアスケート選手権の開催中止と世界フィギュアスケート選手権の創設に関連して内紛が勃発した。このため、1896年と1897年にはヨーロッパフィギュアスケート選手権は開催されず、1896年に第1回世界フィギュアスケート選手権がロシアのレニングラード（現：サンクトペテルブルク）で開催された。ただし、1897年の国際スケート連盟の総会で再度ヨーロッパフィギュアスケート選手権の再開が決議された。
1896年から開催された世界フィギュアスケート選手権であったが、このときは男子シングルのみ実施されており、女子シングルならびにペア、アイスダンスは実施されていない。1906年に女子シングルのフィギュアスケート選手権がスイスのダボスで初めて開催され、2年後の1908年にはサンクトペテルブルクでペアも開催された。ただし、国際スケート連盟はこれらの大会を正式な世界フィギュアスケート選手権とは認めておらず、女子シングルおよびペアは1924年の大会から正式な世界フィギュアスケート選手権と認定している。一方、アイスダンスは1949年にパリで行われた世界フィギュアスケート選手権で公開競技として初めて実施され、3年間のテストを経て1952年にアイスダンスが正式種目として認められた。

### オリンピック
オリンピックでは、1908年10月に開催されたロンドンオリンピックで初めて男女シングルとペア、スペシャルフィギュアの4種目が実施され、1920年の第7回アントワープオリンピックでは男女シングルとペアの3種目で再び実施された。当時はまだ冬季オリンピックが開催されておらず、夏季オリンピックでの実施であった。
1924年に第1回冬季オリンピックであるシャモニーオリンピックで男女シングルとペアの3種目が実施され、1976年のインスブルックオリンピックからはアイスダンスも加わり、現在に至るまで冬季オリンピック競技として実施されている。

## 進化

### 20世紀初頭
オリンピックや世界フィギュアスケート選手権の競技会が開催されるに至り、公共の人工スケートリンクが各地に建設され、フィギュアスケートの競技者数の増加にも繋がり、フィギュアスケートは瞬く間に進化を遂げていった。20世紀初頭に最も活躍した選手は、スウェーデンのウルリッヒ・サルコウとイギリスのマッジ・サイアーズである。サルコウは、世界フィギュアスケート選手権で10度の優勝とヨーロッパフィギュアスケート選手権で9度の優勝を誇り、1908年ロンドンオリンピックの初代チャンピオンとなった。また、ジャンプの要素のひとつであるサルコウジャンプの創始者としても名高く、引退後は国際スケート連盟の会長を務めた。サイアーズは、1902年にロンドンで開催された世界フィギュアスケート選手権に大会規定の不備を突いて「男子シングル」に出場しサルコウに次ぐ2位となり、1908年ロンドンオリンピックでは初代女王に輝いた。

### 第一次世界大戦前後
第一次世界大戦後、男子シングルではオリンピック3連覇を果たしたスウェーデンのギリス・グラフストロームとオリンピック2連覇を果たしたオーストリアのカール・シェーファーが2回転ジャンプを武器に活躍した。女子シングルでは、世界フィギュアスケート選手権10連覇とオリンピック3連覇を果たしたノルウェーのソニア・ヘニーが最も名高い。当時の女子シングル選手の衣装は伝統的にロングスカートであったが、ヘニーはミニスカートの衣装とし、技術面ではルッツジャンプを積極的に取り入れた。ペアではアンドレ・ブリュネとピエール・ブリュネがリフトやサイドバイサイドでのジャンプ、スピンなどを取り入れ、ペアの礎を築いた。

### 第二次世界大戦後
第二次世界大戦後、それまでフィギュアスケート界をリードしてきたヨーロッパに代わり、北米とソビエト連邦から優秀な選手が多数輩出された。北米が躍進した背景には、専門のリンクが数多く建設されトレーニング環境が整ったことや、カール・シェーファーやウィリー・ベックルなどのように往年の名選手が安定した生活を求めてヨーロッパからアメリカへ移住し、指導者として活躍したことが挙げられる。
男女シングル選手に限ってもヘイス・アラン・ジェンキンス、デヴィッド・ジェンキンス、バーバラ・アン・スコット、テンリー・オルブライト、キャロル・ヘイスのオリンピックチャンピオンが北米から誕生した。その中でもアメリカのディック・バトンは、3回転ジャンプを武器に圧倒的な強さを誇った。
ペアではカナダのバーバラ・ワグナーとロバート・ポールが技術を開花し、ソビエト連邦のリュドミラ・ベルソワとオレグ・プロトポポフ、イリーナ・ロドニナとアレクサンドル・ザイツェフによってペア技術、調和が大きく発展した。
アイスダンスにおいてはソビエト連邦のリュドミラ・パホモワとアレクサンドル・ゴルシコフが振り付けの可能性を見出し、イギリスのジェーン・トービルとクリストファー・ディーンは芸術性の高い華麗な演技で活躍した。

### 20世紀後半から現代
男子シングルでは、スコット・ハミルトン、ブライアン・ボイタノ、ヴィクトール・ペトレンコ、アレクセイ・ウルマノフ、イリヤ・クーリック、アレクセイ・ヤグディン、エフゲニー・プルシェンコがオリンピックチャンピオンとなり、また、羽生結弦は、2大会連続でオリンピック連覇となり活躍した。他にも4回転ジャンプで名高いカート・ブラウニングやエルビス・ストイコが活躍した。
女子シングルでは、1984年サラエボオリンピックと1988年カルガリーオリンピックを連覇した東ドイツのカタリナ・ヴィットが最も成功した選手といえる。他にもクリスティー・ヤマグチ、オクサナ・バイウル、タラ・リピンスキー、サラ・ヒューズがオリンピックチャンピオンとなり、3回転半ジャンプで名高い伊藤みどり、陳露、マリア・ブッテルスカヤ、ミシェル・クワン、イリーナ・スルツカヤが活躍した。
近年シングルでの日本人選手の世界的な活躍が目覚しく、歴代でも男子で1977年に佐野稔が、2002年には本田武史が、始めて世界選手権で、表彰台に上がり、2006年には髙橋大輔が日本人初の世界王者となり、2014年・2017年には、上記の羽生結弦が世界王者となり活躍した。
女子では1979年に渡部絵美が世界フィギュアスケート選手権で日本人選手初の3位となり表彰台に上ったほか、1989年に日本人初の世界女王となった上記の伊藤みどりや、1994年に同じく世界女王となった佐藤有香や村主章枝、2006年に荒川静香がアジア初のオリンピック金メダルを獲得したほか、浅田真央や安藤美姫ら世界チャンピオンを筆頭に世界レベルの選手が多数存在する。
ペアでは、1988年カルガリーオリンピック、1994年リレハンメルオリンピックで2度のオリンピックチャンピオンとなったエカテリーナ・ゴルデーワとセルゲイ・グリンコフ、2006年トリノオリンピックで優勝したタチアナ・トトミアニナとマキシム・マリニンが大きな成功を収め、アイスダンスでは1994年リレハンメルオリンピックと1998年長野オリンピックで2連覇を果たしたパーシャ・グリシュクとエフゲニー・プラトフ、2006年トリノオリンピックで優勝したタチアナ・ナフカとロマン・コストマロフが活躍した。
現代のフィギュアスケートは、男女シングルとペア、アイスダンスに加え、新しい種目のひとつであるシンクロナイズドスケーティングの世界シンクロナイズドスケーティング選手権が開催されており、シンクロナイズドスケーティングはオリンピック正式種目入りを目指している。